# دروغ‌های درون
دروغ‌های درون (انگلیسی: The Lies Within; کره‌ای: 모두의 거짓말) یک مجموعه تلویزیونی کره جنوبی در سال ۲۰۱۹ با بازی لی مین کی و لی یو یونگ است. این مجموعه بر پایه رمانی از جو وون گیو است و تولید شده توسط استودیو دراگون برای اوسی‌ان است. دروغ‌های درون از ۱۲ اکتبر تا ۱ دسامبر ۲۰۱۹، روزهای شنبه و یکشنبه ساعت ۲۲:۲۰ (کی‌اس‌تی) از اوسی‌ان برای ۱۶ قسمت پخش شد.